# C/1997 J2 (Meunier-Dupouy)
 C/1997 J2 (Meunier-Dupouy) – kometa najprawdopodobniej jednopojawieniowa. Prawdopodobnie nie wróci w okolice Słońca.

## Odkrycie i obserwacje komety
Kometę zaobserwowali po raz pierwszy w maju 1997 roku francuscy astronomowie Meunier i Dupouy. 10 marca 1998 roku przeszła ona przez peryhelium swej orbity.

## Orbita komety
C/1997 J2 porusza się po orbicie w kształcie hiperboli o mimośrodzie 1,0005. Jej peryhelium znajdowało się w odległości 3,05 au od Słońca. Nachylenie jej orbity do ekliptyki wynosi 91,27˚.